# Robaldo II da Provença
Robaldo II (ou III) foi conde e marquês da Provença desde a morte de seu pai, por volta de 1005, até a sua própria, em 1014. Pouco se sabe a seu respeito.
Casou-se com Ermengarda, cerca de 1005, com quem teve três filhos:
- Guilherme III († 1037), conde e marquês da Provença;
- Hugo
- Ema (c. 975 - 1063), casada com Guilherme III de Toulouse.

Robaldo faleceu por volta de 1014/1016. Sua viúva Ermengarda casou-se novamente com Rodolfo III da Borgonha, mas sem ter filhos. Os filhos de Robaldo eram conhecidos, portanto, como enteados do rei.